# Henry Dreyfuss
Pour les articles homonymes, voir Dreyfuss.
Henry Dreyfuss (1904, Brooklyn - 1972, South Pasadena) est un designer américain.

## Carrière
Il est l'un des célèbres designers industriels des années 1930 et 1940. Il a considérablement modifié la conception et l'ergonomie de douzaines de produits de la vie quotidienne. À l'opposé de Raymond Loewy et d'autres contemporains, Dreyfuss adopte avant tout une approche pragmatique, ergonomique et scientifique aux problèmes du design, avant de développer l'aspect esthétique de ses créations.

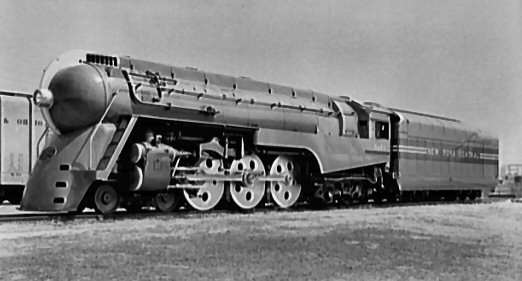
Locomotive New York Central Railroad Hudson

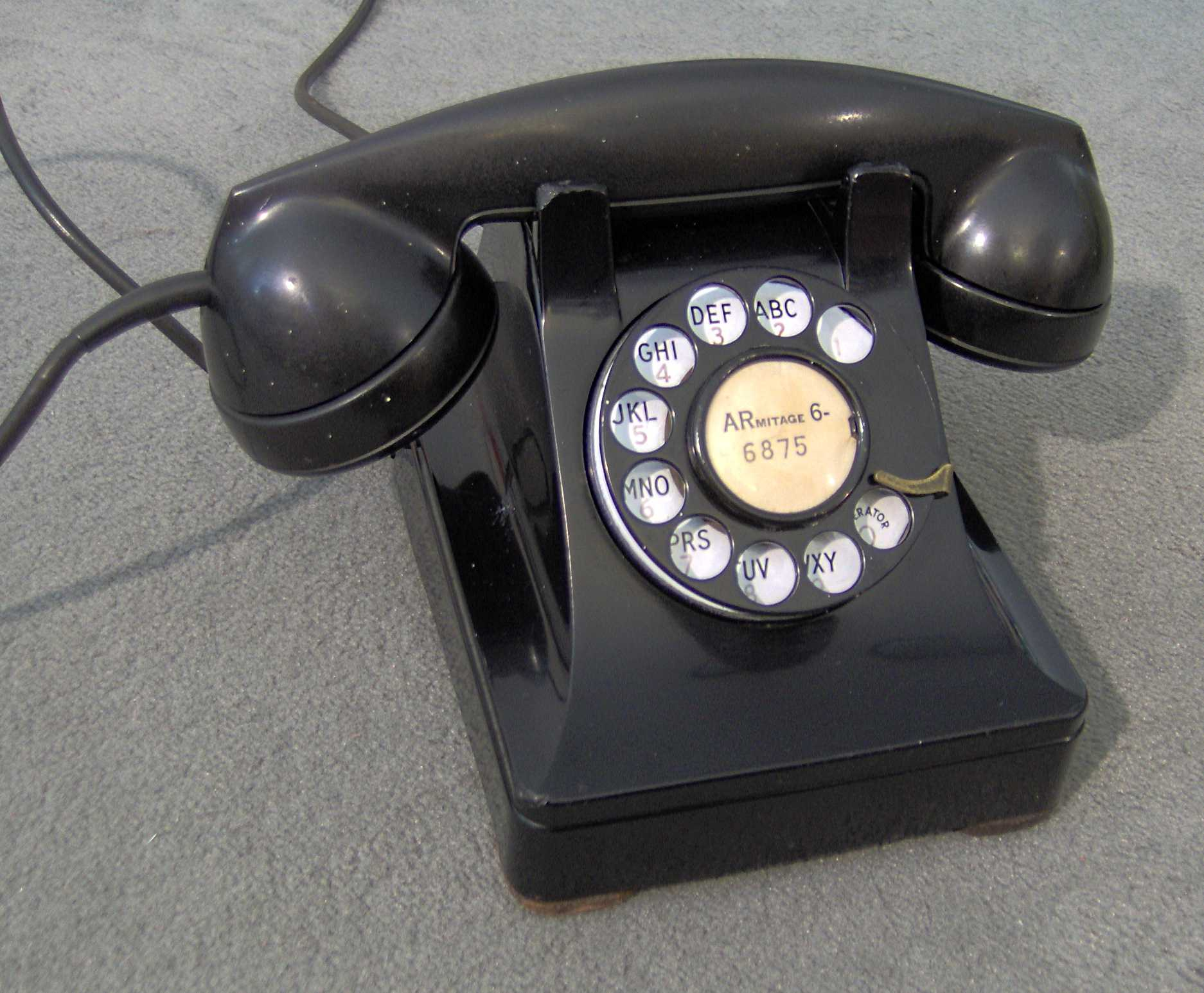
Le Western Electric 302 designé par Henry Dreyfuss

Parmi les créations les plus fameuses d'Henry Dreyfuss on peut citer plusieurs téléphones comme le Western Electric 500 (1949) ou l'iconique Trimline Telephone (1965), ainsi que l'aspirateur Hoover 150 (1936). Il est également réputé pour le design en 1936 du train Mercury, qu'il conçoit entièrement, de la locomotive à l'aménagement intérieur luxueux des wagons, puis du Twentieth Century Limited deux ans plus tard, décrit par beaucoup comme le plus fameux trains des États-Unis. 
En 1972, Dreyfuss publie une guide de référence des symboles graphiques internationaux, contenant des milliers de symboles dans les domaines techniques et de la vie quotidienne. En 2023, le musée du design Cooper Hewitt présente l'ouvrage à l'occasion des cinquante ans de sa publication. 

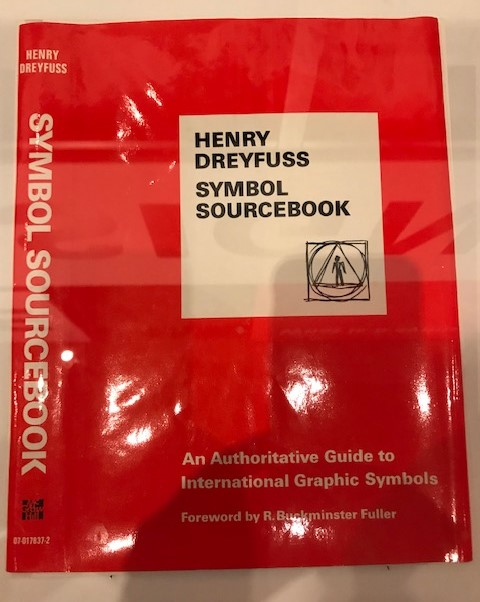
Guide de référence des symboles graphiques internationaux, Henry Dreyfuss, 1972

## Vie privée
Henry Dreyfuss et sa femme Doris Marks Dreyfuss, en phase terminale d'une maladie, se sont suicidés en 1972 au monoxyde de carbone en faisant tourner le moteur de leur voiture dans le garage de leur maison.